# Rhipidarctia miniata
Rhipidarctia miniata är en fjärilsart som beskrevs av Sergius G. Kiriakoff 1957. Rhipidarctia miniata ingår i släktet Rhipidarctia och familjen björnspinnare. Inga underarter finns listade.